# Бахаї в Намібії
Віра Бахаї в Намібії має невелику кількість представників, але ця релігія динамічно розвивається.

## Історія
Прихильники віри Багаї почали з'являються в Намібії в 1950-х роках. З того часу кількість адептів вчення Бахаулли збільшується. Представники релігії Бахаї брали активну участь у боротьбі за незалежність Намібії. Після того як Намібія стала незалежною країною послідовники віри Бахаї продовжують активно брати участь у політичному житті країни. Так один з релігійних лідерів Бахаї Мосе Пенані Тітендеро з 21 березня 1990 року до виходу на пенсію у 2004 році, був спікером Національної асамблеї Намібії. Його дружина Сандра Тітендеро була представником Комітету із зовнішніх зв'язків Бахаї. Після здобуття незалежності Будинки Поклоніння Бахаї побудовані у Віндгуку і багатьох інших населених пунктах країни. А Національні духовні збори багаї Намібії є представницьким органом цієї релігії в країні. Незважаючи на динамічне зростання кількості адептів Бахаї, у доповіді про міжнародну релігійну свободу за 2007 рік зазначається, що кількість парафіян цієї релігії в Намібії залишається невеликою. В основному це іммігранти, нащадки іммігрантів або недавні новонавернені.